# Leonard Gaskin
Leonard Gaskin (Nueva York, Estados Unidos, 25 de agosto de 1920 - Queens, Nueva York, 24 de enero de 2009) fue un bajista estadounidense de jazz.
Gaskin tocó en la escena temprana de bebop en clubes como Minston's y Monroe's en Nueva York a comienzos de la década de 1940. En 1944, se hizo cargo del lugar de Oscar Pettiford en el grupo de Dizzy Gillespie y lo siguió en bandas dirigidas por Cootie Williams, Charlie Parker, Don Byas, Eddie South, Charlie Shavers y Erroll Garner. En los años 50, tocó con la banda de dixieland de Eddie Condon y con músicos como Ruby Braff, Bud Freeman, Rex Stewart, Cootie Williams, Billie Holiday, Stan Getz, J.J. Johnson y Miles Davis. 
En la década de 1960, se convirtió en un músico de sesión, tocando en varios discos de pop y gospel. En décadas posteriores volvió a tocar jazz con músicos y grupos como Sy Oliver, Panama Francis y The International Art of Jazz.
En la última etapa de su vida, comenzó a involucrarse en la educación de jóvenes. Tocó y compartió sus conocimientos con estudiantes de Good Groove Band en el Woodstock Elementary School de Woodstock en 2003. Falleció el 24 de enero de 2009.

## Discografía
Como líder
- 1961 – Leonard Gaskin at the Jazz Band Ball, (Swingville)
- 1961 – Darktown Strutter's Ball, (Swingville)

Como músico de sesión
- 1945 – Miles Davis: First Miles (Savoy)
- 1946 – Don Byas: 1946 (Classics)
- 1949 – J. J. Johnson / Kai Winding / Bennie Green: Trombone by Three (OJC)
- 1949 – J. J. Johnson: J. J. Johnson's Jazz Quintets (Savoy)
- 1950 – Charlie Parker: Charlie Parker All Stars – Charlie Parker at Birdland and Cafe Society (Cool & Blue, 1950–52)
- 1950 – Stan Getz: The Complete Roost Recordings (Roost, 1950–54)
- 1951 – Illinois Jacquet: Jazz Moods (Verve)
- 1953 – Miles Davis: Miles Davis with Horns (Prestige/OJC)
- 1955 – Billie Holiday: Lady Sings the Blues (Verve)
- 1955 – Sonny Terry / Brownie McGhee: Back Country Blues
- 1956 – Jimmy Scott: If Only You Knew (Savoy)
- 1956 – Big Maybelle: Candy (Savoy)
- 1956 – Sammy Price: Rock (Savoy)
- 1957 – Bud Freeman: Chicago / Austin High School Jazz in HiFi (RCA)
- 1957 – Eddie Condon: The Roaring Twenties (Columbia)
- 1958 – Ruby Braff: Easy Now (RCA)
- 1959 – Rex Stewart: Chatter Jazz (RCA)
- 1959 – Marion Williams: O Holy Night (Savoy)
- 1960 – Sunnyland Slim:  Slim's Shout (Prestige)
- 1961 – Lightnin' Hopkins: Lightnin' (Bluesville)
- 1962 – Rhoda Scott: Hey! Hey! Hey! (Tru-Sound)
- 1963 - Willis Jackson: Grease 'n' Gravy, The Good Life (Prestige)
- 1963 - Red Holloway: The Burner (Prestige)
- 1963 – Jimmy Witherspoon: Blues Around the Clock (Prestige)
- 1963 - Bob Dylan: The Freewheelin' Bob Dylan (Columbia)
- 1963 - Lightnin' Hopkins: "Goin' Away" (OBC)
- 1964 – Sonny Stitt: Primitivo Soul (Prestige)
- 1965 - Illinois Jacquet:  Spectrum (Argo)
- 2001 – Richard Negri: Meditations on a Downbeat, Words Spoken through Jazz (LightMoose)